# AFR
La marca AFR (no confondre amb Air Fuel Ratio) procedeix d'Euskadi i està especialitzada en l'“avionització” (conversió en motor d'aviació) de motors de moto BMW i accessoris per la seva utilització en l'aviació. Ofereix motors d'entre 70 i 100 CV amb alimentació tradicional (amb carburador) i injecció. Serveix els motors dels models R 100 de 70/80 CV, R 1100 D de 90/100 CV, R 1100 S de 98 CV, R 1150 RT de 95 CV, i esporàdicament algun R 1200 GS de 100 CV, tots ells equipats amb reductors ROTAX de procedència austríaca.